# Slovensko predsedovanje Svetu Evropske unije 2021
Predsedovanje Slovenije Svetu Evropske unije 2021 je bilo drugo slovensko predsedovanje Svetu Evropske unije, ki je potekal med 1. julijem in 31. decembrom 2021. Republika Slovenija je prvič predsedovala od 1. januarja do 30. junija 2008. Za slogan predsedovanja je bilo izbrano geslo Skupaj. Odporna. Evropa. V sklopu predsedovanja je bilo izvedenih 222 dogodkov, od tega 57 odstotkov v fizični obliki, ki se jih je skupaj udeležilo 1682 ljudi. Slovensko predsedovanje je vodilo 1413 sestankov delovnih skupin Sveta.
Slovenija je bila skupaj z Nemčijo in Portugalsko del 10. predsedniškega tria. Ta trojka je prva v drugem ciklu predsedovanja. Države so skupaj oblikovale program predsedovanja, iz katerega so nato izpeljale svoje prioritete.

## Predsedniška trojka
| Trio | Država članica | Mandat                             | Predsedujoči Svetu                                   |
| ---- | -------------- | ---------------------------------- | ---------------------------------------------------- |
| 9.   | Hrvaška        | 1. januarja 2020 – 30. junija 2020 | Andrej Plenković, predsednik vlade Republike Hrvaške |
| 10.  | Nemčija        | 1. julij 2020 – 31. december 2020  | Angela Merkel, kanclerka Nemčije                     |
| 10.  | Portugalska    | 1. januarja 2021 – 30. junija 2021 | Antonio Costa, predsednik vlade Portugalske          |
| 10.  | Slovenija      | 1. julija 2021 – 31. decembra 2021 | Janez Janša, predsednik vlade Republike Slovenije    |
| 11.  | Francija       | 1. januarja 2022 – 30. junija 2022 | Emmanuel Macron, predsednik Francije                 |

## Politične prednostne naloge
Politične prioritete slovenskega predsedovanja svetu bodo: 
- zelena EU,
- varnost EU,
- EU, ki temelji na pravni državi.

## Dogajanje
Ker je Slovenija nekaj dni pred začetkom predsedovanja (25. junij) praznovala 30. obletnico samostojnosti, so organizatorji slovesnost ob pričetku predsedovanja združili z osrednjo proslavo ob dnevu državnosti. Na povabilo predsednika vlade Janeza Janše so slovesnost med drugim obiskali predsednik Evropskega sveta Charles Michel, predsednik vlade Hrvaške Andrej Plenković, kancler Avstrije Sebastian Kurz, predsednik vlade Madžarske Viktor Orban, italijanski zunanji minister Luigi Di Maio ter zunanji minister Portugalske Augusto Santos Silva. Slednji je Janši podaril kompas, dan prej pa zunanjemu ministru Logarju štafeto predsedovanja.
Na dan uradnega začetka predsedovanja, 1. julija 2021, je Slovenijo obiskala Evropska komisija na čelu s predsednico Ursulo von der Leyen. Ob tem so 1. julija na Blejskem otoku premierno uprizorili baletno predstavo Povodni mož koreografa Edwarda Cluga in v produkciji Opera in Balet SNG Maribor, ki je bila ob enem tudi prva predstava, ki je bila kadarkoli odigrana na Blejskem otoku. V Arboretumu Volčji Potok so v čast pričetku predsedovanja odprli razstavo vrtnic iz celotne Evropske Unije.

### Srečanja Svetov v Sloveniji
Navedena so le srečanja, ki so v živo potekala v Sloveniji, torej ne primarno preko videokonference.
| Datum             | Kraj            | Delovno telo                                                                   | Predsedujoči oz. gostitelj in gostje | Opombe | Sklic                |
| ----------------- | --------------- | ------------------------------------------------------------------------------ | --- | --- | -------------------- |
| 8.-9. julij       | Brdo pri Kranju | EPSCO - Svet za zaposlovanje, socialna politika, zdravje in potrošniške zadeve | Janez Cigler Kralj, minister za delo, družino, socialno delo in enake možnosti Nicolas Schmit, evropski komisar za socialo                                                                                         | Dvodnevno neformalno srečanje ministric in ministrov EU za zaposlovanje in socialno politiko.                                                                                     | [ 10 ] [ 11 ] [ 12 ] |
| 16. julij         | Brdo pri Kranju |                                                                                | Marjan Dikaučič, minister za pravosodje Didier Reynders, evropski komisar za pravosodje Michael O’Flaherty, direktor Agencije EU za temeljne pravice                                                               | Neformalno srečanje ministrov, pristojnih za pravosodje. | [ 13 ] [ 14 ]        |
| 19. julij         | Brdo pri Kranju | EYC - Svet za izobraževanje, mladino, kulturo in šport                         | Simona Kustec, ministrica za izobraževanje, znanost in šport Marija Gabriel, evropska komisarka za izobraževanje, kulturo, mladino in šport Jean-Pierre Bourguignon, predsednik Evropskega raziskovalnega centra   | Celodnevno neformalno srečanje ministric in ministrov, odgovornih za raziskave. Poleg ministrov EU so bile prisotne tudi delegacije držav EFTA ter partnerji z Zahodnega Balkana. | [ 15 ] [ 16 ]        |
| 20.-21. julij     | Brdo pri Kranju | ENV - Svet za okolje                                                           | Andrej Vizjak, minister za okolje in prostor Frans Timmermans, prvi evropski komisar, pristojen za zeleni dogovor Virginijus Sinkevičius, evropski komisar za okolje, oceane in ribištvo                           | Neformalno srečanje ministrov za okolje in podnebne spremembe. | [ 17 ] [ 18 ] [ 19 ] |
| 22. julij         | Brdo pri Kranju | ECOFIN - Svet za gospodarske in finančne zadeve                                | Zdravko Počivalšek, minister za gospodarski razvoj in tehnologijo Kerstin Jorna, generalna direktorica direktorata Evropske komisije za notranji trg, industrijo, podjetništvo ter mala in srednje velika podjetja | Neformalno srečanje ministrov, pristojnih za konkurenčnost. | [ 20 ]               |
| 22.-23. julij     | Brdo pri Kranju | GAC - Svet za splošne zadeve                                                   | Gašper Dovžan, državni sekretar Janez Lenarčič, evropski komisar za krizno upravljanje | Neformalno srečanje ministrov, pristojnih za evropske zadeve. | [ 21 ]               |
| 2. september      | Brdo pri Kranju |                                                                                | Matej Tonin, minister za obrambo Josep Borrell, visoki predstavnik EU za zunanje zadeve in varnostno politiko | Srečanje obrambnih ministrov. | [ 22 ]               |
| 2.-3. september   | Brdo pri Kranju | GAC - Svet za splošne zadeve                                                   | Anže Logar, minister za zunanje zadeve Josep Borrell, visoki predstavnik EU za zunanje zadeve in varnostno politiko                                                                                                | Neformalno srečanje zunanjih ministrov (Gymnich). | [ 23 ]               |
| 10.-11. september | Brdo pri Kranju | ECOFIN - Svet za gospodarske in finančne zadeve                                | Andrej Šircelj, minister za finance Mairead McGuinness, evropska komisarka za finančno stabilnost, finančne storitve in unijo kapitalskih trgov                                                                    | Neformalno srečanje ministrov in ministric za ekonomske in finančne zadeve | [ 24 ]               |
| 21. september     | Brdo pri Kranju | TTE - Promet, telekomunikacije in energetika                                   | Jernej Vrtovec, minister za infrastrukturo Kadri Simson, evropska komisarka za energijo | Srečanje ministrov za energetiko na temo trenutnega stanja in prihodnosti energetskih sistemov držav regije.                                                                      | [ 25 ]               |
| 22.-23. september | Brdo pri Kranju | TTE - Promet, telekomunikacije in energetika                                   | Jernej Vrtovec, minister za infrastrukturo Adina Vălean, evropska komisarka za promet | Neformalno srečanje ministrov za promet in energijo. | [ 26 ] [ 27 ]        |
| 24. september     | Brdo pri Kranju | EPSCO - Svet za zaposlovanje, socialna politika, zdravje in potrošniške zadeve | Zdravko Počivalšek, minister za gospodarstvo Didier Reynders, evropski komisar za pravosodje | Neformalno srečanje ministrov za varstvo potrošnikov | [ 28 ]               |
| 12. oktober       | Brdo pri Kranju | EPSCO - Svet za zaposlovanje, socialna politika, zdravje in potrošniške zadeve | Janez Poklukar, minister za zdravje Stella Kyriakides, evropska komisarka za zdravje in varnost hrane | Neformalno srečanje v Sloveniji o gradnji odporne zdravstvene unije | [ 29 ]               |
| 30. november      | Brdo pri Kranju |                                                                                | Mark Boris Andrijanič, minister za digitalno preobrazbo | Prva ministrska konferenca pobude Tri morja o digitalni preobrazbi | [ 30 ]               |
| 1.-3. december    | Brdo pri Kranju |                                                                                | Marjan Dikaučič, minister za pravosodje Aleš Hojs, minister za notranje zadeve Didier Reynders, evropski komisar za pravosodje Ylva Johansson, evropska komisarka za notranje zadeve                               | Ministrska konferenca EU – Zahodni Balkan za področje pravosodja in notranjih zadev.                                                                                              | [ 31 ] [ 32 ]        |

### Srečanja Evropskega sveta
| Datum         | Kraj            | Delovno telo  | Predsedujoči oz. gostitelj in gostje | Opombe | Sklic                       |
| ------------- | --------------- | ------------- | --- | --- | --------------------------- |
| 5.-6. oktober | Brdo pri Kranju | Evropski svet | Janez Janša, predsednik vlade Charles Michel, predsednik Evropskega sveta Ursula von der Leyen, predsednica Evropske komisije Sebastian Kurz, kancler Avstrije Alexander de Croo, predsednik vlade Belgije Rumen Radev, predsednik Bolgarije Nikos Anastadiades, predsednik Cipra Andrej Babiš, predsednik vlade Češke republike Mette Frederiksen, predsednica vlade Danske Kaja Kallas, predsednica vlade Estonije Emmanuel Macron, predsednik Francije Sanna Marin, predsednica vlade Finske Kiriakos Micotakis, predsednik vlade Grčije Andrej Plenković, predsednik vlade Hrvaške Micheál Martin, predsednik vlade Irske Mario Draghi, ministrski predsednik Italije Arturs Krišjānis Kariņš, predsednik vlade Latvije Gitanas Nausėda, predsednik vlade Litve Xavier Bettel, predsednik vlade Luksemburga Viktor Orbán, predsednik vlade Madžarske Robert Abela, predsednik vlade Malte Angela Merkel, kanclerka Nemčije Mark Rutte, predsednik vlade Nizozemske Mateusz Morawiecki, predsednik vlade Poljske Antonio Costa, predsednik vlade Portugalske Eduard Heger, predsednik vlade Slovaške Pedro Sanchez, predsednik vlade Španije Stefan Löfven, predsednik vlade Švedske Željko Komšić, predsednik predsedstva Bosne in Hercegovine Milo Đukanović, predsednik Črne gore Albin Kurti, predsednik vlade Kosova Zoran Zaev, predsednik vlade Kosova Aleksandar Vućić, predsednik Srbije | Neformalno srečanje voditeljev držav članic EU z večerjo. Naslednji dan je na Brdu potekal vrh EU-Zahodni Balkan, ki so se ga udeležile vse povabljene države. | [ 33 ] [ 34 ] [ 35 ] [ 36 ] |

### Ostalo
| Datum          | Kraj            | Predsedujoči oz. gostitelj in gostje | Opombe                                                                               | Sklic         |
| -------------- | --------------- | --- | ------------------------------------------------------------------------------------ | ------------- |
| 30. november   | Brdo pri Kranju | Mark Boris Andrijanič, minister za digitalno preobrazbo | Prva ministrska konferenca pobude Tri morja o digitalni preobrazbi                   | [ 30 ]        |
| 1.-3. december | Brdo pri Kranju | Marjan Dikaučič, minister za pravosodje Aleš Hojs, minister za notranje zadeve Didier Reynders, evropski komisar za pravosodje Ylva Johansson, evropska komisarka za notranje zadeve | Ministrska konferenca EU – Zahodni Balkan za področje pravosodja in notranjih zadev. | [ 31 ] [ 32 ] |

## Predsedujoči Svetu
| Konfiguracija sveta                                                                      | Konfiguracija sveta                                            | Konfiguracija sveta                                               | Nosilci funkcij (trenutni nosilci funkcije)                                        |
| ---------------------------------------------------------------------------------------- | -------------------------------------------------------------- | ----------------------------------------------------------------- | ---------------------------------------------------------------------------------- |
| Splošne zadeve                                                                           | Splošne zadeve                                                 | GAC                                                               | Anže Logar, minister za zunanje zadeve                                             |
| Zunanje zadeve                                                                           | Zunanje zadeve                                                 | FAC                                                               | Josep Borrell, visoki predstavnik Unije                                            |
|                                                                                          | Odgovorni ministri                                             | FAC                                                               | Anže Logar, minister za zunanje zadeve                                             |
| Matej Tonin, obrambni minister                                                           | Odgovorni ministri                                             | FAC                                                               |                                                                                    |
| Zvone Černač, minister brez resorja, pristojen za razvoj, strateške projekte in kohezijo | Odgovorni ministri                                             | FAC                                                               |                                                                                    |
| Minister, pristojen za trgovinsko konfiguracijo (PiO)                                    | FAC/Trade                                                      | Zdravko Počivalšek, minister za gospodarski razvoj in tehnologijo |                                                                                    |
| Gospodarske in finančne zadeve                                                           | Gospodarske in finančne zadeve                                 | ECOFIN                                                            | Andrej Šircelj, finančni minister                                                  |
| Gospodarske in finančne zadeve                                                           | Gospodarske in finančne zadeve                                 | ECOFIN                                                            | Zdravko Počivalšek, minister za gospodarski razvoj in tehnologijo                  |
| Kmetijstvo in ribištvo                                                                   | Kmetijstvo in ribištvo                                         | AGRIFISH                                                          | Jože Podgoršek, minister za kmetijstvo, gozdarstvo in prehrano                     |
| Pravosodje in notranje zadeve                                                            | Pravosodje in notranje zadeve                                  | JHA                                                               | Marjan Dikaučič, ministrer za pravosodje                                           |
| Pravosodje in notranje zadeve                                                            | Pravosodje in notranje zadeve                                  | JHA                                                               | Aleš Hojs, minister za notranje zadeve                                             |
| Zaposlovanje, socialna politika, zdravje in potrošniške zadeve                           | Zaposlovanje, socialna politika, zdravje in potrošniške zadeve | EPSCO                                                             | Janez Cigler Kralj, minister za delo, družino in socialne zadeve in enake možnosti |
| Zaposlovanje, socialna politika, zdravje in potrošniške zadeve                           | Zaposlovanje, socialna politika, zdravje in potrošniške zadeve | EPSCO                                                             | Janez Poklukar, minister za zdravje                                                |
| Zaposlovanje, socialna politika, zdravje in potrošniške zadeve                           | Zaposlovanje, socialna politika, zdravje in potrošniške zadeve | EPSCO                                                             | Zdravko Počivalšek, minister za gospodarski razvoj in tehnologijo                  |
| Konkurenčnost                                                                            | Konkurenčnost                                                  | COMPET                                                            | Zdravko Počivalšek, minister za gospodarski razvoj in tehnologijo                  |
| Konkurenčnost                                                                            | Konkurenčnost                                                  | COMPET                                                            | Simona Kustec, ministrica za izobraževanje, znanost in šport                       |
| Promet, telekomunikacije in energetika                                                   | Promet, telekomunikacije in energetika                         | TTE                                                               | Jernej Vrtovec, minister za infrastrukturo                                         |
| Promet, telekomunikacije in energetika                                                   | Promet, telekomunikacije in energetika                         | TTE                                                               | Boštjan Koritnik, minister za javno upravo                                         |
| Okolje                                                                                   | Okolje                                                         | ENV                                                               | Andrej Vizjak, minister za okolje in prostor                                       |
| Izobraževanje, mladina, kultura in šport                                                 | Izobraževanje, mladina, kultura in šport                       | EYC                                                               | Simona Kustec, ministrica za izobraževanje, znanost in šport                       |
| Izobraževanje, mladina, kultura in šport                                                 | Izobraževanje, mladina, kultura in šport                       | EYC                                                               | Vasko Simoniti, minister za kulturo                                                |

## Vodstvo države
- Predsednik republike: Borut Pahor
- Predsednik vlade: Janez Janša
- Predsednik državnega zbora: Igor Zorčič

## Stalno predstavništvo pri EU
| Funkcija                                          | Ime (trenutni nosilci funkcije)     |
| ------------------------------------------------- | ----------------------------------- |
| Stalni predstavnik Vodja Coreperja II             | Veleposlanik Iztok Jarc             |
| Namestnik stalnega predstavnika Vodja Coreperja I | Veleposlanica Tamara Weingerl-Požar |
| Predstavnik v političnem in varnostnem odboru     | Veleposlanik Marko Makovec          |
| Antici Coreper II in Evropski svet                | Vesna Hojnik                        |
| Mertens Coreper I                                 | Janja Pevec Živkovič                |
| Nicolaidis Politični in varnostni odbor           | Dejan Vidic                         |
| Vojaški predstavnik                               | Brigadir David Humar                |
| Namestnik vojaškega predstavnika                  | Polkovnik Vincenc Arko              |

## Prizorišča
Slovensko predsedstvo bo potekalo na naslednjih prizoriščih:
- Slovenija
  - Grad Brdo, Kranj
  - Kongresni center Brdo, Kranj
  - Predsedniška palača, Ljubljana
  - Stavba državnega zbora, Ljubljana
- Belgija
  - Zgradba Justusa Lipsija, Bruselj
  - Stavba Europa, Bruselj
  - Evropski parlament, Bruselj
- Luksemburg
  - Evropski kongresni center, Luksemburg
- Francija
  - Evropski parlament, Strasbourg

- Grad Brdo, Kranj, Slovenija
- Predsedniška palača, Ljubljana, Slovenija
- Zgradba Europa, Bruselj, Belgija
- Zgradba Justusa Lipsija, Bruselj, Belgija
- Evropski luksemburški center, Luksemburg, Luksemburg
- Evropski parlament, Bruselj, Belgija

## Odzivi
Na plenarnem zasedanju Evropskega parlamenta, 25. novembra 2021, je prvi podpredsednik Evropske komisije Frans Timmermans izrekel zahvalo slovenskemu predsedovanju, da se je lahko na podnebni konferenci v Glasgowu pogajal v imenu vse Evropske unije. Tako je Unija po njegovem mnenju pokazala enotnost. Sodelovanje in organizacijo so javno pohvalili tudi komisarji Marija Gabriel, Virginijus Sinkevičius, Vera Jourova in Thierry Breton. Za "odlično sodelovanje" sta se predsedniku vlade zahvalila predsednica Komisije Ursula von der Leyen in predsednik Evropskega sveta Charles Michel.

## Galerija
- Vrh EU-Zahodni Balkan, Brdo pri Kranu
- Vrh EU-Zahodni Balkan, Brdo pri Kranu
- Predstavitev rezultatov ob koncu predsedovanja, Bruselj
- Primopredaja predsedovanja z Emmanuelom Macronom